# Everlasting Love
Everlasting Love ist ein Soul-Song von Robert Knight aus dem Jahr 1967. Der Song wurde von Garry Miles und Mac Gayden geschrieben. Der Titel wurde zahlreiche Male gecovert, am erfolgreichsten von The Love Affair sowie von den Town Criers, Carl Carlton, Rex Smith mit Rachel Sweet, Sandra, Gloria Estefan und U2.

## Entstehung
Die Originalversion von Everlasting Love wurde von Knight im Fred Forster Sound Studio in Nashville aufgenommen, wobei Cason und Gayden auf eine Produktion im Motown-Stil der Four Tops und Temptations abzielten. Für die Aufnahme nahm Gayden die ihm bekannten Sessionmusiker Kenny Buttrey, Bassist Norbert Putnam und Charlie McCoy als Gitarrist. Während Cason und Mac Gayden eher den Country-Stil bevorzugten, fußte der R&B-Stil auf Knights Interpretation des Tracks. Er selbst spielte die zweite Gitarre.
Obwohl das Lied für Knights Stimmlage geschrieben wurde, sang er es nicht so, wie es eigentlich vorgesehen war. Der Song war für Knight zu schnell, daher begann er seinem Gesang einen halben Beat beizufügen, was diesem einen eher abgehackten Klang gab.
Der Titel des Songs bezieht sich auf Jeremia 31,3 : „From far away he saw the Lord: my love for you is an everlasting love: so with mercy I have made you come with me.“ (deutsch: „Aus der Ferne ist mir der HERR erschienen: Mit ewiger Liebe habe ich dich geliebt, darum habe ich dir die Treue bewahrt.“).
Ursprünglich war der Song als B-Seite für The Weeper vorgesehen, doch jener Titel wurde nie veröffentlicht. Anschließend sollte er die B-Seite für Somebody’s Baby sein, doch die Plattenfirma entschied sich schließlich, Everlasting Love als A-Seite zu veröffentlichen. Eine gute Entscheidung, wie sich später herausstellte, denn es sollte Knights einziger Top-20-Erfolg in den Vereinigten Staaten werden.

## Rezeption

### Chartplatzierungen
Bei der ersten Veröffentlichung als Single erreichte der Song 1967 Platz 13 in der US-Hitparade. Im Vereinigten Königreich erreichte ein Rerelease im Jahr 1974 Platz 19, nachdem er im Veröffentlichungsjahr nur Platz 40 erreichte.
| ChartsChartplatzierungen           | Höchstplatzierung | Wochen |
| ---------------------------------- | ----------------- | ------ |
| Vereinigtes Königreich (OCC)       | 40 (2 Wo.)        | 2      |
| Vereinigte Staaten (Billboard)     | 13 (12 Wo.)       | 12     |
| Vereinigtes Königreich (Rerelease) | 19 (8 Wo.)        | 8      |

### Auszeichnungen für Musikverkäufe
| Land/Region                  | Auszeichnungen für Musikverkäufe (Land/Region, Auszeichnung, Verkäufe) | Verkäufe |
| ---------------------------- | ---------------------------------------------------------------------- | -------- |
| Vereinigtes Königreich (BPI) | Gold                                                                   | 400.000  |
| Insgesamt                    | 1× Gold ·                                                              | 400.000  |

## Version von The Love Affair
1967 veröffentlichte die britische Band The Love Affair eine Coverversion des Songs. David Wedgebury und John Cokell, die beiden Manager der Band, arbeiteten für Decca Records und hatten Zugriff auf alle Importe des Labels Monument Records. Sie brachten Knights Version eines Tages zu einer Probe von Love Affair mit und der Sänger Steve Ellis war so begeistert, dass sie beschlossen, den Song aufzunehmen. Die erste Version wurde von Muff Winwood in den Island Studios produziert, jedoch zunächst nicht veröffentlicht, da sie nach Ansicht des Managements nicht gut genug war. Stattdessen produzierte Mike Smith eine zweite Version, nachdem er den Track zunächst der Band Marmalade angeboten hatte, die jedoch ablehnte, weil er ihnen zu poppig war. Die Zeit drängte etwas, da eine Veröffentlichung von Knights Originalversion in Großbritannien kurz bevorstand. Im Gegensatz zur ersten Version war Steve Ellis das einzige Mitglied von Love Affair, das an den Aufnahmen teilnahm. Stattdessen waren ein vierzigköpfiges Orchester sowie eine Session-Band für die Aufnahmen verantwortlich. Zu den durchaus namhaften Musikern gehörten unter anderem Clem Cattini (Schlagzeug), Alan Parker (Gitarre), Russ Stableford (Bass) sowie die Backgroundsängerinnen Madeline Bell, Kiki Dee, Lesley Duncan und Kay Garner.
Bereits kurz nach den Aufnahmen und der Veröffentlichung wurde bekannt, dass außer dem Sänger Ellis kein Musiker der Band an den Aufnahmen teilgenommen hatte. Dies führte zu einigen Kontroversen, die unter anderem von der britischen Musikzeitschrift Melody Maker und dem Fernsehmoderator Jonathan King angeheizt wurden, der die Band bei einer Sendung einfach danach fragte, worauf Bassist Mick Jackson wahrheitsgemäß antwortete, das nur Ellis an den Aufnahmen teilgenommen habe. Insbesondere die Musikergewerkschaft wetterte gegen die Gruppe und den Erfolg der Single. Dies hatte jedoch wenig Einfluss auf den Erfolg und die Popularität der Band.
Chartplatzierungen

Mit Steve Ellis als Sänger erreichte der Titel im Januar 1968 Platz eins der britischen Charts, womit er dort das Original von Robert Knight übertraf, das es auf Platz 40 schaffte. Neu aufgelegt im Jahr 1974, erreichte es Platz 19 in Großbritannien.
| ChartsChartplatzierungen     | Höchstplatzierung | Wochen |
| ---------------------------- | ----------------- | ------ |
| Deutschland (GfK)            | 12 (4 Wo.)        | 4      |
| Österreich (Ö3)              | 12 (8 Wo.)        | 8      |
| Schweiz (IFPI)               | 6 (3 Wo.)         | 3      |
| Vereinigtes Königreich (OCC) | 1 (12 Wo.)        | 12     |

## Version von Carl Carlton
Carl Carlton nahm Everlasting Love im Oktober 1973 im Berry Hill (Tenn) Studio Creative Workshop auf, das Buzz Cason gehörte. Cason war jedoch nicht an der Aufnahme von Carltons Version beteiligt – der Sänger hatte sich selbst entschieden, Everlasting Love aufzunehmen. Das Lied wurde zum Titeltrack seines 1974er Albums. Er wandelte den Song zusammen mit seinem Produzenten Papa Don Schroeder in einen Disco-Hit um. Zunächst erschien das Lied als B-Seite von I Wanna Be Your Main Squeeze, dann wurde es im Juli 1974 als A-Seite veröffentlicht.
Chartplatzierungen
Carl Carltons Version erreichte Platz 6 der Billboard Hot 100 und war damit die erfolgreichste US-amerikanische Veröffentlichung des Songs.
| ChartsChartplatzierungen       | Höchstplatzierung | Wochen |
| ------------------------------ | ----------------- | ------ |
| Vereinigte Staaten (Billboard) | 6 (15 Wo.)        | 15     |

## Version von Rex Smith mit Rachel Sweet
Everlasting Love wurde 1981 von Rex Smith mit Rachel Sweet als Duett aufgenommen. Diese Version enthält einen überarbeiteten Text, einschließlich einer zusätzlichen Strophe, deren Urheberschaft unklar ist. Diese Strophe wurde von Sandra bei ihrem 1987er-Remake beibehalten. Die Version wurde im Studio The Record Plant in New York City aufgenommen. Zunächst war der Song als Coverversion für Sweets Album ...And Then He Kissed Me geplant. Der fertige Solotrack wurde von Rick Chertoff, dem Produzenten des Albums bereits aufgenommen, doch Sweets Vater und Manager überredete seine Tochter das Lied als Duett aufzunehmen.
Rex Smith verwendete den Song als Titeltrack seines fünften Albums.
Chartplatzierungen
| ChartsChartplatzierungen       | Höchstplatzierung | Wochen |
| ------------------------------ | ----------------- | ------ |
| Schweiz (IFPI)                 | 9 (5 Wo.)         | 5      |
| Vereinigtes Königreich (OCC)   | 35 (7 Wo.)        | 7      |
| Vereinigte Staaten (Billboard) | 32 (13 Wo.)       | 13     |

## Version von Sandra
Die deutsch-französische Sängerin Sandra veröffentlichte 1987 ein Cover von Everlasting Love als Lead-Single ihrer ersten Greatest-Hits-Kompilation Ten on One (The Singles). Sie kannte die Version von The Love Affair schon seit ihrer Kindheit. Für ihr Remake des Songs verwendete sie jedoch den Text der 1981er Rex-Smith-/Rachel-Sweet-Duo-Version. Sandras Version wurde von ihrem damaligen Partner Michael Cretu produziert.
2006 nahm Sandra den Song für ihr Album Reflections erneut auf, diesmal jedoch als Powerballade.
Chartplatzierungen
| ChartsChartplatzierungen     | Höchstplatzierung | Wochen |
| ---------------------------- | ----------------- | ------ |
| Deutschland (GfK)            | 5 (17 Wo.)        | 17     |
| Österreich (Ö3)              | 6 (10 Wo.)        | 10     |
| Schweiz (IFPI)               | 5 (15 Wo.)        | 15     |
| Vereinigtes Königreich (OCC) | 45 (15 Wo.)       | 15     |

Auszeichnungen für Musikverkäufe

| Land/Region        | Auszeichnungen für Musikverkäufe (Land/Region, Auszeichnung, Verkäufe) | Verkäufe |
| ------------------ | ---------------------------------------------------------------------- | -------- |
| Belgien (BRMA)     | Gold                                                                   | 25.000   |
| Deutschland (BVMI) | Gold                                                                   | 250.000  |
| Frankreich (SNEP)  | Silber                                                                 | 250.000  |
| Insgesamt          | 1× Silber · 2× Gold ·                                                  | 525.000  |

Radio Luxemburg zeichnete Sandras Version, die auch als Remix auf dem gleichnamigen Album erschien, 1988 mit dem bronzenen Löwen aus.

## Version von Worlds Apart
Die britische Boygroup Worlds Apart coverte den Song im September 1993. Ihre Coverversion wurde zunächst in Großbritannien als Single veröffentlicht und erschien anschließend auf ihrem Debütalbum Together. Diese Version mit Lead Vocals von Aaron Paul wurde, wie sämtliche Tracks des Debütalbums, in den Select Recording Studios in Wood Green mit den Produzenten Peter Schwier und Ricky Wilde aufgenommen.
Chartplatzierungen
| ChartsChartplatzierungen     | Höchstplatzierung | Wochen |
| ---------------------------- | ----------------- | ------ |
| Vereinigtes Königreich (OCC) | 20 (4 Wo.)        | 4      |
| Deutschland (GfK)            | 40 (16 Wo.)       | 16     |

## Version von Gloria Estefan
Der Song wurde schließlich 1994 von Gloria Estefan für ihr Album Hold Me, Thrill Me, Kiss Me aufgenommen, das Remakes bekannter Hits enthielt. Everlasting Love war die zweite US-Single des Albums nach Turn the Beat Around. Die Single wurde erstmals am 3. Januar 1995 in den USA, dann am 1. Februar in Japan und am 6. Februar 1995 weltweit veröffentlicht.
Chartplatzierungen
| ChartsChartplatzierungen       | Höchstplatzierung | Wochen |
| ------------------------------ | ----------------- | ------ |
| Vereinigtes Königreich (OCC)   | 19 (5 Wo.)        | 5      |
| Vereinigte Staaten (Billboard) | 28 (20 Wo.)       | 20     |

## Weitere Coverversionen (Auswahl)
- 1968: Town Criers (Platz 17 der australischen Charts)[27]
- 1968: Joe Dassin (Plus je te vois, plus je te veux)[28]
- 1968: Hank Locklin
- 1968: Nicoletta (L’amour me pardonne)
- 1968: Ricchi e Poveri (L’ultimo amore)
- 1969: David Ruffin[28]
- 1974: Howard Carpendale (Viel zu viel Gefühl)[28]
- 1977: Patricia Paay[28]
- 1979: Narvel Felts[28]
- 1983: Vicki Sue Robinson[28]
- 1988: Wolfgang Ziegler (Viel zu viel Gefühl)
- 1989: U2[29]
- 1993: David Essex
- 1993: Dominique Dalcan (Plus je te vois, plus je te veux)
- 1993: Silvy De Bie (Hij is zo lief)
- 1994: Wendy Van Wanten (Hij is zo lief)
- 1996: Roland Kaiser (Bis in Ewigkeit)
- 1998: Fernando Express (Herzen lügen nicht)
- 2004: Jamie Cullum[29]
- 2005: Scooter[28]
- 2005: Michael Ball[28]
- 2010: The Soldiers
- 2018: Vanessa Mai[30]